# شینی ولز (کلرادو)
شینی ولز (به انگلیسی: Cheyenne Wells) شهری در ایالت کلرادو کشور ایالات متحده آمریکا است که جمعیت آن در سرشماری سال ۲۰۱۰ میلادی، ۸۴۶ نفر بوده‌است.